# コナジラミ科
コナジラミ科はカメムシ目に属す昆虫の科。総称としてコナジラミと呼ばれる。植物から吸汁し、農業害虫が多い。世界で17属ほど、1550種以上が知られる。

## 性質
幼虫は翅がなく、最初の脱皮まで（1齢）は脚があって移動するが、その後の2～4齢（「蛹」と呼ぶこともある）は脚がなくなり、葉裏などに固着して吸汁し続ける。その後、脚と翅のある成虫になる。不完全変態であるが、特異なタイプのため異変態ともいう。成虫は体長1ミリ前後、大型の翅があり、粉状の蝋質で覆われている。
天敵にはツヤコバチ、肉食性のテントウムシ、クサカゲロウなどがあり、生物農薬として利用されるものもある。

## 害虫として
農業害虫が多く、日本でもタバココナジラミ（Bemisia tabaci）、シルバーリーフコナジラミ（Bemisia argentifolii：初めはタバココナジラミの一種とされた）、オンシツコナジラミ（Trialeurodes vaporariorum）などが特に問題になっている。熱帯ではさらに被害が大きい。吸汁により葉や果実を変色・枯死させるうえ、ウイルス（ジェミニウイルスなど）を媒介する。コナジラミおよび媒介されるウイルスが広い範囲の作物に伝染する点も重大である。
殺虫剤としては主にアセタミプリド等のネオニコチノイド剤が使われるが、殺虫剤抵抗性が出やすいため、物理的防除（粘着シート、温室への侵入予防）や生物農薬なども使った総合的病害虫管理が推奨される。マリーゴールドなどのコンパニオンプランツには忌避効果があるといわれる。